# Linda Martin
Linda Martin (n. Omagh, 17 de abril de 1947) es una cantante y presentadora de televisión irlandesa, especialmente conocida por haber ganado el Festival de la Canción de Eurovisión 1992 con la canción Why Me?.

## Trayectoria
Empezó su carrera musical en la grupo "Chips" en Belfast en 1969.
Participó en el National Song Contest (selección del representante de Irlanda en Eurovisión) cuatro veces como miembro de Chips, con el que no consiguió clasificarse. Ha participado cuatro veces más en solitario y una como parte del grupo "Linda Martin and Friends". Con nueve participaciones, ella tiene el récord de participaciones en toda la historia del National Song Contest. 
En el Festival de Eurovisión 1984 celebrado el 5 de mayo en Luxemburgo, participó con la canción "Terminal 3" (Texto/Música de Johnny Logan -Seán Sherrard-) y quedó en segunda posición por detrás de los suecos Herreys y delante de España. En ese momento gozaba de gran popularidad en Irlanda. 
Volvió en el Festival de 1992 celebrado el 9 de mayo en Malmö (Suecia) con la canción "Why Me?" (Texto/Música de Johnny Logan) ganando el certamen. Tras su éxito, se editaron sellos con su rostro.
Como presentadora, su trabajo más popular ha sido el concurso de preguntas de la televisión irlandesa RTÉ The Lyrics Board muy popular en su país. 
También ha sido jurado de la primera, segunda y cuarta temporada del concurso de RTÉ You're A Star. 
Fue una de las actuaciones invitadas en el Congratulations el 50 aniversario del Festival de Eurovisión que se celebró en Copenhague, Dinamarca, en octubre de 2005.
| Predecesor: Carola      | Ganadores del Festival de la Canción de Eurovisión 1992 | Sucesor: Niamh Kavanagh  |
| Predecesor: The Duskeys | Irlanda en el Festival de Eurovisión 1984               | Sucesor: Maria Christian |
| Predecesor: Kim Jackson | Irlanda en el Festival de Eurovisión 1992               | Sucesor: Niamh Kavanagh  |

- Datos: Q237570
- Multimedia: Linda Martin / Q237570